# 1899年大西洋飓风季
1899年大西洋飓风季共形成十个热带气旋，其中半数成为飓风，两场达到大型飓风强度，即达到现代萨菲尔-辛普森飓风等级的三级或以上标准，其中一个还是有纪录以来大西洋盆地持续时间最长的热带气旋。本季第一个气旋于6月26日在墨西哥湾东北部首次出现，最后一场风暴于11月10日在百慕大附近消散，都在大西洋盆地每年绝大多数热带天气活动的时间范围内。经季后再分析，大西洋飓风数据库新增两个十月存在的热带气旋。9月3至4日，共有三个气旋同时存在。
全季以第三号飓风产生的影响最大，风暴又名圣奇里亚科飓风，飓风季过后的分析结果表明这也是有纪录以来持续时间最长的大西洋热带气旋。风暴沿途先后吹袭小安的列斯群岛、波多黎各、多明尼加共和国、巴哈马、佛罗里达州、南卡罗莱纳州、北卡罗莱纳州、弗吉尼亚州和亚速尔群岛，损失数额约有2000万美元，至少夺走3656条人命。另外，卡拉贝尔飓风也在多明尼加共和国及佛罗里达州西北狭长地带构成大面积破坏，至少导致九人遇难，单佛罗里达州的损失数额就有约100万美元。十月，第九号飓风在古巴和牙买加引发洪灾，同时还对南、北卡罗莱纳州和弗吉尼亚州构成轻度破坏。
这年飓风季的活跃程度还经累积气旋能量指数反映出来，数值为150。大致来说，气旋能量指数通过飓风强度和持续时间计算，强度越高、持续时间越长的风暴，其指数也相应越高。只有在热带天气系统风速达到或超过每小时63公里（34节）或热带风暴强度时才会计算该指数，并纳入全面的气象公告，并且亚热带气旋的指数不会计入累积数值。

## 风暴

### 第一号热带风暴
6月26日，天气图显示墨西哥湾最西北角有热带风暴存在。气旋起初的持续风速为每小时65公里，在向西北方向前进期间强度基本保持不变。协调世界时6月27日上午9点，风暴以风力时速65公里强度从德克萨斯州加尔维斯顿岛最西南角登陆。三小时后，气旋减弱成热带低气压，再于下午18点在德克萨斯州东南部上空消散。风暴在胡德县格兰伯里（Granbury）至韦科降下暴雨，对该州沿海地区已经发生的洪灾雪上加霜。据州参议员阿斯伯里·巴斯科姆·戴维森（Asbury Bascom Davidson）所述，布拉索斯河、科罗拉多河、瓜达卢佩河、纳瓦索塔河及圣萨巴河泛滥成灾，估计有3.1万平方公里陆地被淹。罗伯森县赫恩（Hearne）的降雨量超过所有雨量计的最高刻度。全州有数千人无家可归，洪灾共夺走284条人命，损失总额达900万美元。

### 第二号飓风
7月28日，多明尼加共和国以南洋面出现飓风，不久后就从该国阿苏阿省登陆，登陆时的强度达到现代萨菲尔-辛普森飓风等级中的一级飓风标准。。7月29日清晨，飓风减弱成热带风暴，不久后就进入大西洋西南部。风暴接下来朝西北偏西移动，强度在24小时内保持不变，于7月30日从佛罗里达州伊斯拉摩拉附近登陆。气旋穿过佛罗里达礁岛群，不久就进入墨西哥湾。7月31日，风暴开始重新增强，于当天达到飓风标准，再于8月1日清晨达到风力时速155公里的最高强度。数小时后，气旋以最高强度从佛罗里达州阿巴拉契科拉附近登陆，然后在陆地上空迅速减弱，最终于8月2日在阿拉巴马州南部上空消散。
多明尼加共和国圣多明哥有三艘大型双桅纵帆船失事，一共仅有一名船员生还。该国沿海地区受到“重大”破坏，大部分内陆地区的电报服务中断。佛罗里达州的卡拉贝尔受到沉重打击，全城仅有九幢房屋留存，损失数额约为十万美元。海上至少有57艘船只被毁，损失总额约为37.5万美元，此外尚有13艘木船搁浅。拉纳克的港口和码头有许多船只沉没，市内大量商店和房屋的阁楼受损。柯蒂斯米尔（Curtis Mill）和麦金太尔（McIntyre）两座城镇几乎被完全摧毁，圣特里萨（St. Teresa）也受到风暴重创。佛罗里达州确认共有七人遇难，损失总额至少有100万美元。

### 第三号飓风
第三场风暴人称“圣奇里亚科飓风”（San Ciriaco Hurricane），最早是8月3日在佛得角西南方向海域出现，此时尚是热带风暴。气旋稳步朝西北偏西穿越大西洋，在此期间缓慢强化，到8月5日晚已达飓风标准。接下来的48小时里，风暴进一步增强，达到四级飓风强度后于8月7日经过背风群岛，并在当天达到最大持续风速每小时240公里、最低气压930毫巴（百帕，27英寸汞柱）的最高强度。飓风略有减弱，于8月28日以风力时速220公里强度登陆瓜亚马，再于数小时后以三级飓风强度进入大西洋，并在此强度下保持超过九天之久。气旋沿多明尼加共和国北岸平行移动，然后经过巴哈马，吹袭包括安德罗斯岛和大巴哈马岛在内的多个岛屿。离开巴哈马后，风暴于8月14日在佛罗里达州以东洋面开始北上。次日清晨，飓风转向东北朝外海进发，但到了8月17日又回转西北。8月18日凌晨1点，气旋以持续风速每小时193公里强度从北卡罗莱纳州哈特拉斯（Hatteras）附近登陆。
风暴在向内陆行进期间减弱，强度于8月18日中午12点回落至一级飓风标准，并在当天回到大西洋。气旋向东北前进并继续弱化，但依然保持一级飓风强度。到了8月20日晚，风暴已在西北大西洋上空转向东进，并开始失去热带天气系统特征，于8月22日凌晨0点在加拿大塞布尔岛以南约525公里海域转变成温带气旋。四天后，系统又于8月26日在亚速尔群岛弗洛雷斯岛西南偏西方向约1120公里洋面再生成热带风暴。气旋缓慢向西北偏北移动，再于8月29日蜿蜒向东转向。8月26日至9月1日，风暴强度基本不变，但9月2日转向东南期间又开始强化。次日清晨，气旋再度达到飓风标准。9月3日，风暴蜿蜒向东北行进并经过亚速尔群岛，不久后再度逐渐转变成温带气旋。整场风暴的持续时间长达31天，其中28天是热带气旋，截至2018年8月依然是有纪录以来持续时间最长的大西洋热带气旋。
瓜德罗普有许多房屋在飓风吹袭期间失去屋顶或被淹，该岛内陆地区的通讯受到严重影响。蒙塞拉特岛遭受风暴重创，几乎所有的建筑都被摧毁，上百人失去生命。圣基茨岛约有200幢小型房屋毁于一旦，房产受到严重破坏，圣克罗伊岛的房屋几乎全部被毁，岛上还有11人丧生。气旋在波多黎各产生狂风暴雨，引发大面积洪灾，约有25万人沦落到无食果腹又无处容身的境地，电话、电报和供电也全部中断。整场飓风造成的经济损失高达2000万美元，其中过半是农作物，并以咖啡损失最多，创下波多黎各历史上造成损失最惨重的热带气旋纪录。另经正式估算，风暴共导致3369人遇难。巴哈巴有50艘小型船只在狂风巨浪中沉没，其中大部分都位于安德罗斯岛附近。首都拿骚受到气旋重创，有上百幢建筑被毁，另有包括政府大楼在内的大量房屋受损，比米尼（Bimini）也有少量房屋毁于一旦。整个巴哈马至少有125人丧生。飓风产生的风暴潮和大浪冲击北卡罗莱纳州海岸，许多桥梁和渔业码头被毁，约有十艘船只沉没。哈特拉斯岛（Hatteras Island）几乎全部被淹，水深有1.2至3米，岛上大量民居受损，戴蒙城（Diamond City）受到重创，全州至少有20人遇难。亚速尔群岛也有一人因风暴丧生，部分岛屿受到重创。

### 第四号飓风
据天气图显示，小安的列斯群岛以东近海从8月29日开始有热带风暴存在。气旋向西移动，于8月30日清晨强化成飓风，然后经过安地卡岛和蒙塞拉特岛附近，再于数小时后进入加勒比海。小安的列斯群岛整体受到的影响很小，波多黎各圣胡安的持续风速达到每小时77公里。风暴继续向西穿越加勒比海，风力时速基本保持在130公里。古巴和伊斯帕尼奥拉岛港口船只收到警告，建议他们采取一切防范措施。9月1日晚，气旋转向北上，有关部门依然建议伊斯帕尼奥拉岛的船只注意防范。
9月1日下午，飓风以持续风速每小时130公里强度从海地雅克梅勒以东登陆，到18点已减弱成热带风暴。9月2日清晨，气旋在进一步减弱后进入大西洋。9月3日清晨从特克斯和凯科斯群岛以东近海经过后，风暴再度强化并达到飓风标准。数小时后，气旋成为二级飓风并达到风力时速165公里的最高强度。9月4日晚，风暴强度回落到一级飓风标准，然后从百慕大西北方向海域经过。岛上风速达到飓风强度，造成相当严重的破坏。9月5日中午12点，风暴转变成温带气旋。

### 第五号飓风
据大西洋飓风数据库记载，9月3日，布拉瓦岛西南偏西方向约1480公里洋面有热带风暴存在。气旋向西北偏西移动并缓慢增强，于9月5日晚达到飓风强度，之后继续缓慢强化，9月6日又成为二级飓风。约24小时后，风暴在小安的列斯群岛附近达到三级飓风标准。圣基茨岛的持续风速达到每小时100公里，并测得80毫米雨量。安圭拉和巴布达岛有许多房屋被毁，其中安圭拉估计有200套民宅毁于一旦，致使800人无家可归。9月9日清晨，气旋达到风力时速195公里的最高强度，之后两天强度基本保持不变，于9月11日转向北上。
9月12日，飓风转向东北，移动速度开始加快。9月13日清晨，风暴从百慕大近海掠过，岛上所测最低气压为939毫巴（百帕，27.7英寸汞柱）。部分雪松被连根拔起，还有一些果树或观赏树类被卷入大海。岛上部分房屋被毁，另有一些失去屋顶，海军造船厂及政府大楼也受到严重破坏，单造船厂遭受的损失“至少也有五位数。”9月14日清晨，风暴强度回落到二级飓风标准，再在数小时后弱化成一级飓风。9月15日凌晨0点过后不久，气旋以持续风速每小时140公里强度袭击纽芬兰岛的阿瓦隆半岛，然后很快就转变成温带气旋。纽芬兰岛的渔业遭受重创，“钓鱼者号”（Angler）、“黛西号”（Daisy）和“莉莉梅号”（Lily May）双桅纵帆船不是沉没便是搁浅，导致16人遇难。

### 第六号热带风暴
10月2日，位于西加勒比海的一艘船只发现热带风暴。气旋向西北偏北移动，于次日清晨进入墨西哥湾。10月3日晚，气旋达到风力时速95公里的最高强度。风暴在墨西哥湾东北部蜿蜒向东移动，于10月5日凌晨0点以最高强度从佛罗里达州今拉哥一带位置登陆。此后，气旋朝东北移动，最终于10月6日清晨在乔治亚州近海转变成温带气旋。
风暴总体造成的影响很小。登陆佛罗里达州前，气旋在路易斯安那州艾德兹港（Port Eads）产生时速65公里大风。佛罗里达州以朱庇特所测风速最高，为每小时60公里，该市还降下125毫米雨量。此外，朱庇特近海波涛汹涌，海潮达到七年来新高。风暴还致使两艘双桅纵帆船沉没，一艘是费南迪纳比奇的“约翰·阿尼迪亚号”（John R. Anidia），另一艘是乔治亚州坎伯兰岛（Cumberland Island）的“约翰·汀格号”（John H. Tingue）。成为温带气旋后，风暴残留还在弗吉尼亚州亨利角（Cape Henry）和罗德岛州布洛克岛（Block Island）产生时速90公里的阵风。

### 第七号热带风暴
据船只观测纪录显示，10月10日佛得角西南方向较远处洋面有持续风速每小时75公里、最低气压1008毫巴（百帕，29.8英寸汞柱）的热带风暴存在。气旋向西北移动，强度基本保持不变，最终于10月14日在北纬21.5°、西经43.5°海域经过后失去踪影。

### 第八号热带风暴
10月15日，巴哈马中部发展出热带低气压。气旋朝东北偏东移动，于次日强化成热带风暴，并在当天达到风力时速75公里的最高强度，然后蜿蜒向西北前进并缓慢减弱。10月18日清晨，气旋强度回落到热带低气压水平，数小时后就在弗吉尼亚海滩东南偏东方向约315公里海域消散。

### 第九号飓风
10月26日，牙买加西南偏南洋面的扰动天气区发展成热带风暴。气旋缓慢向西北偏北移动并逐渐增强，于10月28日达到飓风标准。次日清晨，风暴在古巴圣斯皮里图斯省南部海岸登陆。气旋一度减弱成热带风暴，但10月29日晚抵达大西洋后很快就重新强化成飓风。风暴朝巴哈马前进，于10月20日成为二级飓风，并在几乎同一时间吹袭大巴哈马岛。达到风力时速175公里的最高强度后，飓风加速向西北偏北移动，于10月31日从南卡罗莱纳州默特尔比奇附近登陆，之后很快就在弗吉尼亚州上空减弱并转变成温带气旋。
牙买加黑河市因海况恶劣导致海洋产业损失惨重，还有许多庄稼被冲入大海。该国有“许多人员丧生”，但具体数字缺乏统计。古巴圣斯皮里图斯省和圣克拉拉省受到飓风破坏。面对萨萨河泛滥成灾的威胁，许多居民被迫疏散。狂风和洪灾致使不少房屋被毁，另有相当数量严重受损。北卡罗莱纳州新汉诺威县赖茨维尔比奇（Wrightsville Beach）的潮水比正常水平要高2.4米。威尔明顿的水位漫过码头，还有部分街道被淹。克雷文县新伯尔尼（New Bern）、加特利县的莫尔黑德城（Morehead City）和县城博福特（Beaufort）也都发生洪灾。该州沿海有一艘汽船沉没，另外十艘小船搁浅。州内有一人遇难，损失数额估计在20万美元左右。

### 第十号热带风暴
11月7日，有船只在巴拿马以北海域发现热带风暴。气旋逐渐增强并向东北方向穿过加勒比海中部。11月8日，风暴蜿蜒北上，在此期间达到持续风速每小时100公里的最高强度，再于当天以最高强度登陆牙买加圣托马斯区。此后气旋有所减弱，于11月9日以风力时速85公里强度吹袭古巴圣地亚哥省最西侧。风暴在穿越古巴期间继续弱化，于当天进入大西洋西南部。气旋蜿蜒朝东北前进，于11月10日经过巴哈马，然后弱化成热带低气压，最终于数小时后在百慕大东南方向约620公里洋面逐渐消散。
风暴在牙买加和古巴产生狂风暴雨，牙买加的安东尼奥港受到重创，特别是联合果品公司下属物业及农作物。圣托马斯区多地同外界的交通中断，莫兰特贝变得满目疮痍。古巴以圣地亚哥-德古巴降水最多，达140毫米，当地部分建筑和庄稼受损。格拉玛省曼萨尼约有一棵树倒塌时砸中民宅，致使四人遇难。